# Бельхеир, Хадж
Хадж Бельхеир (род. 12 мая 1977) — алжирский боксёр, представитель полулёгкой весовой категории. Выступал за сборную Алжира по боксу в первой половине 2000-х годов, чемпион Всеафриканских игр в Арудже, серебряный и бронзовый призёр чемпионатов Африки, победитель турниров международного значения, участник летних Олимпийских игр в Афинах.

## Биография
Хадж Бельхеир родился 12 мая 1977 года.
Впервые заявил о себе в сезоне 2002 года, когда вошёл в состав алжирской национальной сборной и одержал победу на международном турнире в Египте.
В 2003 году побывал на чемпионате Африки в Камеруне, откуда привёз награду серебряного достоинства, выигранную в полулёгкой весовой категории. Также боксировал на Всеафриканских играх в Арудже, где одолел всех соперников по турнирной сетке и завоевал золото.
Благодаря череде удачных выступлений Бельхеир удостоился права защищать честь страны на летних Олимпийских играх 2004 года в Афинах, тем не менее, провёл здесь лишь один единственный бой — уже на предварительном этапе встретился с сильным россиянином Алексеем Тищенко, будущим двукратным олимпийским чемпионом, и уступил ему со счётом 17:37.
После афинской Олимпиады Хадж Бельхеир ещё в течение некоторого времени оставался в составе боксёрской команды Алжира и продолжал принимать участие в крупнейших международных турнирах. Так, в 2005 году он выиграл бронзовую медаль на чемпионате Африки в Касабланке и дошёл до стадии четвертьфиналов на Средиземноморских играх в Альмерии.